# Supercoppa del Portogallo 2005 (hockey su pista)
La Supercoppa del Portogallo 2005 è stata la 23ª edizione dell'omonima competizione portoghese di hockey su pista. 
Il trofeo è stato vinto dal Porto per la tredicesima volta nella sua storia.

## Squadre partecipanti
| Club    | Qualificazione                                          | Partecipazioni precedenti (il grassetto indica la vittoria)                                    |
| ------- | ------------------------------------------------------- | ---------------------------------------------------------------------------------------------- |
| Porto   | Detentore della 1ª Divisão e della Coppa del Portogallo | 1984, 1985, 1986, 1987, 1988, 1989, 1990, 1991, 1992, 1996, 1998, 1999, 2000, 2002, 2003, 2004 |
| Benfica | Finalista della Coppa del Portogallo                    | 1982, 1983, 1986, 1991, 1992, 1993, 1995, 1997, 1998, 2000, 2001, 2002                         |

## Risultati
| Squadra 1 | Totale | Squadra 2 | Andata | Ritorno |
| --------- | ------ | --------- | ------ | ------- |
| Porto     | 7 - 4  | Benfica   | 2 - 2  | 5 - 2   |

| Lisbona 1º ottobre 2005 Finale di andata | Benfica | 2 – 2 | Porto |  |

| Porto 5 ottobre 2005 Finale di ritorno | Porto | 5 – 2 | Benfica |  |